# 歐信 (成化進士)
歐信（？—1506年），字孚先，順天府蓟州（今天津市蓟州区）人，明朝政治人物。

## 生平
成化二十年（1484年），登進士，授戶部主事。加戶部員外郎、山西司郎中。弘治十二年（1499年），升浙江布政使司參政。弘治十六年（1503年），升山東右布政使。次年，改河南右布政使。弘治十八年（1505年），任山東左布政使。
正德元年（1506年），為都察院右副都御史，巡撫大同等地。同年九月卒。